# RGS11
RGS11 (англ. Regulator of G protein signaling 11) – білок, який кодується однойменним геном, розташованим у людей на короткому плечі 16-ї хромосоми. Довжина поліпептидного ланцюга білка становить 467 амінокислот, а молекулярна маса — 52 946.
| 10         |  | 20         |  | 30         |  | 40         |  | 50         |
| ---------- |  | ---------- |  | ---------- |  | ---------- |  | ---------- |
| MAAGPAPPPG |  | RPRAQMPHLR |  | KMERVVVSMQ |  | DPDQGVKMRS |  | QRLLVTVIPH |
| AVTGSDVVQW |  | LAQKFCVSEE |  | EALHLGAVLV |  | QHGYIYPLRD |  | PRSLMLRPDE |
| TPYRFQTPYF |  | WTSTLRPAAE |  | LDYAIYLAKK |  | NIRKRGTLVD |  | YEKDCYDRLH |
| KKINHAWDLV |  | LMQAREQLRA |  | AKQRSKGDRL |  | VIACQEQTYW |  | LVNRPPPGAP |
| DVLEQGPGRG |  | SCAASRVLMT |  | KSADFHKREI |  | EYFRKALGRT |  | RVKSSVCLEA |
| YLSFCGQRGP |  | HDPLVSGCLP |  | SNPWISDNDA |  | YWVMNAPTVA |  | APTKLRVERW |
| GFSFRELLED |  | PVGRAHFMDF |  | LGKEFSGENL |  | SFWEACEELR |  | YGAQAQVPTL |
| VDAVYEQFLA |  | PGAAHWVNID |  | SRTMEQTLEG |  | LRQPHRYVLD |  | DAQLHIYMLM |
| KKDSYPRFLK |  | SDMYKALLAE |  | AGIPLEMKRR |  | VFPFTWRPRH |  | SSPSPALLPT |
| PVEPTAACGP |  | GGGDGVA    |  |            |  |            |  |            |

A: Аланін

C: Цистеїн

D: Аспарагінова кислота

E: Глутамінова кислота

F: Фенілаланін

G: Гліцин

H: Гістидин

I: Ізолейцин

K: Лізин

L: Лейцин

M: Метіонін

N: Аспарагін

P: Пролін

Q: Глутамін

R: Аргінін

S: Серин

T: Треонін

V: Валін

W: Триптофан

Кодований геном білок за функцією належить до інгібіторів передачі внутрішньоклітинних сигналів. 
Задіяний у такому біологічному процесі, як альтернативний сплайсинг. 